# Ceblepyris graueri
Ceblepyris graueri là một loài chim trong họ Campephagidae.
Nó được tìm thấy ở miền đông Cộng hòa Dân chủ Congo và Uganda, trong khu vực dãy núi Mitumbar. Môi trường sống tự nhiên của nó là rừng miền núi ẩm nhiệt đới hay cận nhiệt đới. Nó bị đe dọa do mất môi trường sống.
Tên gọi của nó là để ghi công nhà động vật học người Đức Rudolf Grauer (1870-1927), người đã thu thập các mẫu vật lịch sử tự nhiên ở Congo thuộc Bỉ (1908-1960).